# SINGLES CLIPS
『SINGLES CLIPS』(シングルズ クリップス)は、2003年11月12日に発売されたJanne Da Arcのビデオ・クリップ集である。

## 概要
- 『ANOTHER STORY CLIPS』以来、4作目のビデオ・クリップ集である。
- 記念すべき1stシングル「RED ZONE」から、16thシングル「餓えた太陽」のPVと、メイキング映像と、シングル曲と、1stアルバム『D・N・A』から、4thアルバム『ANOTHER STORY』、ベストアルバム『SINGLES』と、『ANOTHER SINGLES』のTV SPOT、12thシングル「Shining ray」、14thシングル「霞ゆく空背にして」、15thシングル「Rainy 〜愛の調べ〜」のメンバーチェンジ版のPVが収録されている。
- パッケージのタイトル表記は「SINGLES CLIPS」であるが[1]、Janne Da Arc公式サイト[2]やアップライズショップ[1]の商品紹介では「SINGLE CLIPS」との表記が見られる。

## 収録曲
1. RED ZONE (CLIP/TV SPOT/MAKING)
1stシングル。
2. Lunatic Gate (CLIP/TV SPOT/MAKING)
2ndシングル。
3. EDEN 〜君がいない〜 (CLIP/TV SPOT/MAKING)
3rdシングル。
4. Heaven's Place (CLIP/TV SPOT/MAKING)
4thシングル。
5. will 〜地図にない場所〜 (CLIP/TV SPOT/MAKING)
5thシングル。
6. Mysterious (CLIP/TV SPOT/MAKING)
6thシングル。
7. Dry? (CLIP/TV SPOT/MAKING)
7thシングル。
8. NEO VENUS (CLIP/TV SPOT/MAKING)
8thシングル。
9. seed (CLIP/TV SPOT/MAKING)
9thシングル。シングル三部作の序章。
10. シルビア (CLIP/TV SPOT/MAKING)
10thシングル。シングル三部作の中章。
11. feel the wind (CLIP/TV SPOT/MAKING)
11thシングル。シングル三部作の終章。
12. Shining ray (CLIP/TV SPOT/MAKING)
12thシングル。
13. マリアの爪痕 (CLIP/TV SPOT/MAKING)
13thシングル。
14. 霞ゆく空背にして (CLIP/TV SPOT/MAKING)
14thシングル。
15. Rainy 〜愛の調べ〜 (CLIP/TV SPOT/MAKING)
15thシングル。
16. 餓えた太陽 (CLIP/TV SPOT/MAKING)
16thシングル。
17. ALBUM『D・N・A』TV-SPOT
1stアルバム。
18. ALBUM『Z-HARD』TV-SPOT
2ndアルバム。
19. ALBUM『GAIA』TV-SPOT
3rdアルバム。
20. ALBUM『ANOTHER STORY』TV-SPOT TYPE1
4thアルバム。
21. ALBUM『ANOTHER STORY』TV-SPOT TYPE2
4thアルバム。
22. ALBUM『SINGLES』『ANOTHER SINGLES』TV-SPOT TYPE1
ベストアルバム。
23. ALBUM『SINGLES』『ANOTHER SINGLES』TV-SPOT TYPE2
ベストアルバム。
24. Shing ray？ (ANOTHER VERSION)
25. 霞ゆく空背にして？ (ANOTHER VERSION)
26. Rainy 〜愛の調べ〜？ (ANOTHER VERSION)
27. STORE PROMOTION VIDEO